# 贝沃施泰特
贝沃施泰特是德国下萨克森州的一个市镇。总面积197.63平方公里，总人口13615人，其中男性6749人，女性6866人（2011年12月31日），人口密度69人/平方公里。